# Comores Aviation
Comores Aviation (mã IATA = KR, mã ICAO = KMZ) là hãng hàng không tư, trụ sở ở Moroni, Comores. Hãng có căn cứ ở Sân bay quốc tế Hoàng tử Said Ibrahim.

## Lịch sử
Comores Aviation được thành lập năm 1996 và bắt đầu hoạt động từ năm 1997. Hãng do Jean-Marc Heintz (chủ tịch) sở hữu 70% vốn, Batouli Heintz (Tổng giám đốc) sở hữu 30% và có 82 nhân viên (tháng 3/2007). Hãng hiện có các tuyến đường quốc nội và trong vùng.

## Các nơi đến
(Tháng 3/2007):
- Comores

- Anjouan
- Mohéli
- Moroni

- Madagascar

- Mahajanga
- Nosy Be

- Mayotte

- Dzaoudzi

## Đội máy bay
(Tháng 3/2007):
- 2 Let L-410 UVP

## Máy bay ngưng hoạt động
- 1 BAe 748[2]